# Santo Stefano di Magra
Santo Stefano di Magra – miejscowość i gmina we Włoszech, w regionie Liguria, w prowincji La Spezia.
Według danych na rok 2004 gminę zamieszkuje 8231 osób, 633,2 os./km².